# جيرسون كاماتا
جيرسون كاماتا (29 يونيو 1941 - 26 ديسمبر 2018) صحفي وسياسي برازيلي. خدم كاماتا في مجلس الشيوخ الفيدرالي لثلاث فترات من عام 1987 حتى عام 2011. كما كان أول شخص ينتخب مباشرة حاكمًا لإسبريتو سانتو، وهو منصب شغله من عام 1983 إلى عام 1986 بعد استعادة الديمقراطية في الثمانينيات.
في 26 ديسمبر 2018 قُتل كاماتا بالرصاص خارج مطعم في حي برايا دو كانتو الراقي في فيتوريا إسبيريتو سانتو على يد مساعده السابق.

## السيرة الشخصية
تخرج كاماتا من جامعة إسبيريتو سانتو الفيدرالية بدرجة في الاقتصاد. عمل كصحفي ومضيف في راديو إسبريتو سانتو، حيث غطى الجريمة والشرطة.
في عام 1967 بدأ كاماتا حياته السياسية كعضو مجلس محلي لمدينة فيتوريا في تحالف التجديد الوطني حزب الديكتاتورية العسكرية التي حكمت البرازيل في ذلك الوقت. خدم في مجلس المدينة من عام 1967 حتى عام 1970، عندما تم انتخابه في الجمعية التشريعية لإسبريتو سانتو كنائب عن حزب أرينا.
في عام 1974 تم انتخاب كاماتا في مجلس النواب الفيدرالي كعضو في أرينا. أعيد انتخابه لولاية ثانية في مجلس النواب عام 1978. في عام 1979 مع إضفاء الشرعية على أحزاب المعارضة، انضم كاماتا ليفر أرينا إلى حزب الحركة الديمقراطية البرازيلي الذي تم تشكيله حديثًا في المعارضة للحكومة.
في عام 1982 أعلن كاماتا ترشحه لمنصب حاكم إسبريتو سانتو. فاز في انتخابات حاكم إسبيريتو سانتو عام 1982 بنسبة 67٪ من الأصوات ليصبح أول شخص يُنتخب مباشرة كحاكم لإسبريتو سانتو أثناء الانتقال إلى الديمقراطية. شغل منصب حاكم من 1983 حتى 1986 عندما استقال للترشح لمجلس الشيوخ الاتحادي. نائب حاكمه خوسيه مورايس خلف كاماتا في منصب الحاكم الجديد لإسبيريتو سانتو.
تم انتخاب كاماتا لفترة ولايته الأولى في مجلس الشيوخ الاتحادي في الانتخابات التشريعية البرازيلية عام 1986. فاز بإعادة انتخابه لمجلس الشيوخ في انتخابات 1994 و2002 التشريعية. خدم كاماتا في مجلس الشيوخ لمدة أربعة وعشرين عامًا (وثلاث فترات كاملة) حتى تقاعده في عام 2011. خلال فترة ولايته الأخيرة شغل كاماتا منصب وزير الدولة للتنمية والبنية التحتية والنقل في ظل الحاكم باولو هارتونغ، بدءًا من مايو 2006.

### الاغتيال
في 26 ديسمبر 2018 قُتل كاماتا برصاص مساعد سابق في حي برايا دو كانتو في فيتوريا إسبريتو سانتو. وقع إطلاق النار خارج مطعم بالقرب من تقاطع شارعي تشابوت بريسفوت وجواكيم ليريو. أصيب كاماتا في كتفه الأيسر. خرجت الرصاصة من كتفه الأيمن وألحقت أضرارًا بأعضائه الداخلية. لم ينج من الهجوم وتوفي عن عمر يناهز 77 عامًا.
ألقت الشرطة القبض على المهاجم وهو ماركوس فينيسيوس موريرا أندرادي المساعد السابق لكاماتا بعد دقائق فقط من الهجوم. كاماتا من سكان حي إيلها دو فرادي في فيتوريا، نجت زوجته ريتا كاماتا وهي نائبة فيدرالية وطفلاهما برونو وإنزا رافاييلا. أعلن حاكم إسبيريتو سانتو باولو هارتونج الحداد سبعة أيام بعد مقتل كاماتا.